# Pahoroides

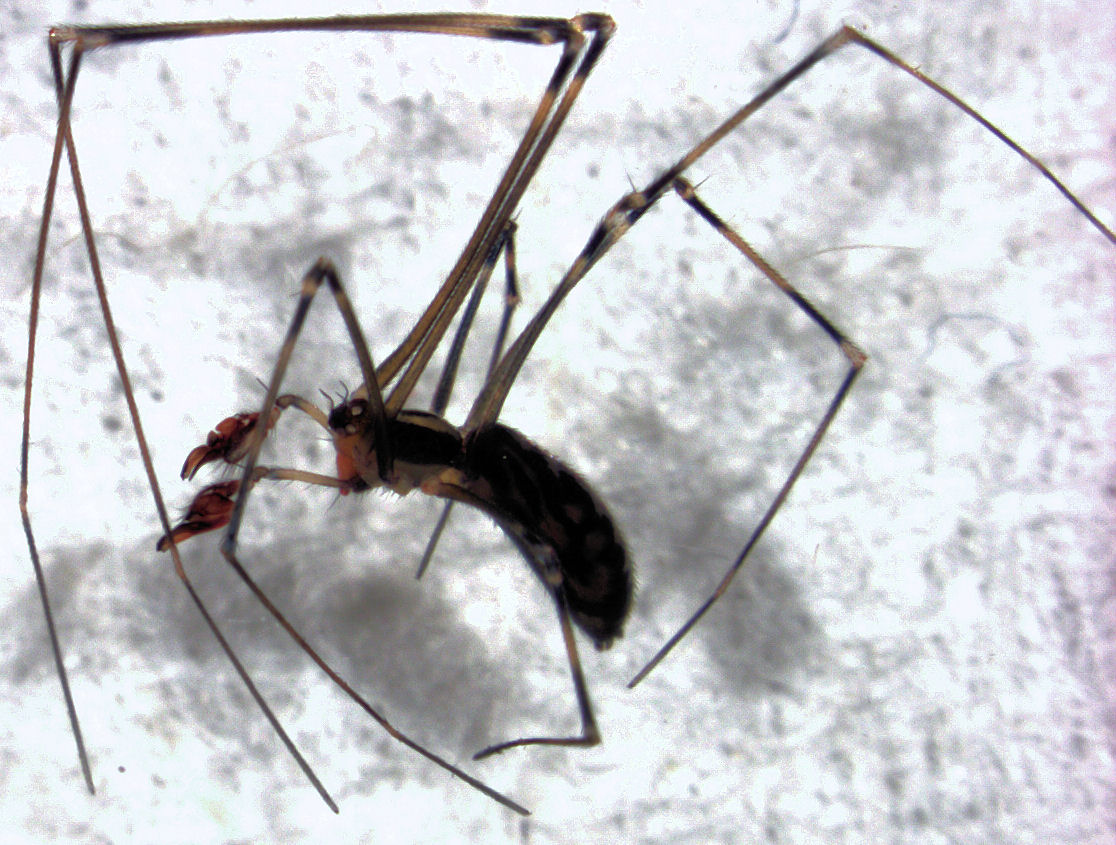
Samiec P. aucklandica

Pahoroides – rodzaj pająków z rodziny Synotaxidae.

## Morfologia
Samce z tego rodzaju osiągają 2,2–3,3 mm, a samice 1,7–2,3 mm długości ciała. Karapaks i spód ciała mają ciemnoszarobrązowe, odnóża pomarańczowobrązowe, a na wierzchu opistosomy jasnoszary wzór. Szczękoczułki mają zęby na przedniej i tylnej krawędzi oraz ząbkowany rowek na kły. Opistosoma u samców jest wydłużona, u samic zaś kulistawa. Na stożeczku występują 3 włoski. Narządy rozrodcze samic odznaczają się wydłużonym, sięgającym co najmniej połowy długości opistosomy trzonkiem epigyne. Goleń nogogłaszczków u samców jest silnie wydłużona w kierunku retrodystalnym, a na wydłużeniu tym leżą 1–2 makroszczecinki i 3 trichobotria. Apofiza tegularna jest wydłużona i sięga aż za dystalną krawędź cymbium. Paracymbium ma wydłużone wgłębienie. Prosty embolus ma kształt kolca.

## Ekologia i występowanie
Pająki te budują wysklepione sieci łowne, w kształcie odwróconej miski. Zamieszkują wśród niskiej roślinności i zarośniętej ściółki w lasach i zaroślach.
Przedstawiciele rodzaju są endemitami Wyspy Północnej Nowej Zelandii. Poznane gatunki zasiedlają jedynie jej północą część: od North Cape po Maungatautari i jeziora Rotorua i Waikaremoana.

## Taksonomia
Rodzaj ten wprowadzony został w 1990 roku przez Raymonda Forstera w publikacji współautorstwa Normana I. Platnicka oraz Jonathana A. Coddingtona.
Należy tu 8 opisanych gatunków:
- Pahoroides aucklandica Fitzgerald & Sirvid, 2011
- Pahoroides balli Fitzgerald & Sirvid, 2011
- Pahoroides confusa Fitzgerald & Sirvid, 2011
- Pahoroides courti Forster, 1990
- Pahoroides forsteri Fitzgerald & Sirvid, 2011
- Pahoroides gallina Fitzgerald & Sirvid, 2011
- Pahoroides kohukohu Fitzgerald & Sirvid, 2011
- Pahoroides whangarei Forster, 1990